# 牧嶋博子
牧嶋 博子（まきしま ひろこ、1960年7月11日 - ）は、日本の放送ジャーナリスト。TBS報道局解説・専門記者室長。社会部スペシャリスト部長、同報道局解説委員を歴任。元アナウンサー。本名、高橋 博子（たかはし ひろこ）。旧姓、牧嶋（まきしま）。

## 経歴・人物
神奈川県出身。神奈川県立湘南高等学校を経て、上智大学文学部新聞学科卒業。大学生時代、スポーツはバドミントンをやっていた。就職活動の時、最初は出版社希望で、希望する企業が少なかったという中でTBSも受けたら合格したという。
1983年4月、TBSに第20期生アナウンサーとして入社（同期は浦口直樹、有村かおり、野口雅子）。
1986年に放送作家の高橋秀樹と結婚。高橋との間に息子2人がおり、夫婦で子供の中学校受験の経緯を綴った著書を出版したこともある。
1987年、報道局社会部に異動し報道記者に転じる。労働省（現 厚生労働省）、文部科学省、東京都庁、厚生労働省、環境省の官庁を担当。
1997年、JNNニュース1130編集長。2000年4月、ベストタイム内ニュース編集長（2004年3月まで）。2007年、『いのちの輝きスペシャル』プロデューサーを務める。
現在はTBS報道局解説・専門記者室長及び宮内庁担当記者を務めるNスタ金曜日コメンテーター、７月10日現在解説室員になる。。

## 出演番組
- ザ・ベストテン（テレビ）追っかけウーマン
- 武田鉄矢の金八ラジオ（1983年、ラジオ）[8][9]
- わかるかなワールドジェスチャー（1983年、テレビ）[9]
- 歌謡アンナイト（1984年、テレビ）[9]
- スーパーワイドぴいぷる（1985年、ラジオ）[8][9]
- 子供の心（ラジオ）[8][9]
- JNNおはようニュース&スポーツ（1985年、テレビ）[8][9]
- 恋はミステリー劇場 ソープ嬢モモ子シリーズ「スキャンダル黙示録」前編（1985年、テレビ）
- 新伍のお待ちどうさま（1986年、テレビ）[8][9]
- みのもんたの朝ズバッ!（テレビ）
- NEWS23（テレビ）
- Nスタ（テレビ）不定期出演、コメンテーター
- あさチャン!（テレビ）ニュースコメンテーター

## 制作番組
- いのちの輝きスペシャル（2007年、テレビ）プロデューサー

## 著書
- 中学受験で子供と遊ぼう（高橋秀樹との共著、2000年・2007年増補版、日本経済新聞出版社 / 2003年、文春文庫）